# Lena Petermann
Lena Peterman (Cuxhaven, Alemania; 5 de febrero de 1994) es una futbolista alemana. Actualmente juega para el Montpellier HSC de la Division 1 Féminine francesa.

## Trayectoria
Petermann hizo su debut profesional el 20 de septiembre de 2009 con el equipo Hamburgo SV. En agosto de 2012 se unió al equipo UCF Knights de la Universidad de Florida Central, siendo nombrada "Novata del año" de la American Athletic Conference. El 2 de septiembre de 2014 firmó un contrato con el SC Friburgo.
Desde la edad de 15 años fue miembro de los equipos menores de la selección nacional femenina alemana. Formó parte del conjunto que ganó el campeonato en la Copa Mundial Femenina de Fútbol Sub-20 de 2014, donde anotó el gol ganador en la final.
Petermann hizo su debut con la Selección femenina de fútbol de Alemania mayor el 6 de marzo de 2015 contra la selección de China. El 24 de mayo de 2015 Lena Petermann fue nombrada a la escuadra alemana para la Copa Mundial Femenina de Fútbol de 2015.

## Títulos

### Campeonatos internacionales
| Título                                 | Equipo   | Sede final | Año  |
| -------------------------------------- | -------- | ---------- | ---- |
| Copa Mundial Femenina de Fútbol Sub-20 | Alemania | Canadá     | 2014 |